# The Wizard (filme)
The Wizard (bra: O Gênio do Videogame) é um filme estadunidense de 1989, dirigido por Todd Holland e escrito por David Chisholm. É estrelado por Fred Savage, Luke Edwards, Christian Slater, Jenny Lewis e Beau Bridges. A trama segue a história de três crianças em sua viagem para a Califórnia, sendo a mais nova um menino com problemas emocionais que possui uma enorme habilidade com videogames. O filme foi o primeiro de Tobey Maguire.
The Wizard é famoso pelo seu marketing indireto e extensivo do NES. O filme também ficou conhecido por exibir uma amostra do que seria um dos jogos mais vendidos de todos os tempos, o Super Mario Bros. 3. Mesmo recebendo diversas avaliações negativas, o filme virou um clássico cult.

## Enredo
Jimmy Woods é um menino sofrendo de um possível transtorno mental, que possui um grande desejo de ir à Califórnia por motivos desconhecidos, deixando sua mãe, Christine, e seu padrasto, Bateman, preocupados com sua saúde mental, colocando-o num hospital psiquiátrico. O pai de Jimmy, Sam, mora com seus outros filhos Nick e Corey, mas Sam faz pouco esforço pra tentar ajudar seu filho caçula com seus problemas. Cansado de sua família destruída, Corey ajuda Jimmy à fugir do hospital, e assim os dois viajam a pé até Los Angeles. Nick e Sam correm à procura dos dois meninos, concorridos com Sr. Putnam, um maldoso caçador de recompensas, contratado por Bateman e Christine.
Numa parada de ônibus, Jimmy e Corey se encontram com Haley Brooks, uma adolescente que está à caminho de Reno. Lá, eles descobrem que Jimmy possui um talento nato para videogames, eles então concordam em colocar Jimmy em um torneio de jogos, o Video Armageddon, com um prêmio de 50 mil dólares. Caso Jimmy vença, eles também poderão provar que ele não precisa ficar no hospital psiquiátrico. Os três viajam pelo país, usando as habilidades de Jimmy para ganhar dinheiro de apostas. Eles acabam eventualmente se encontrando com Lucas Barton, outro talentoso, porém esnobe, jogador, que possui uma Power Glove e demonstra que ele é tão habilidoso quanto o Jimmy. Lucas conta à Haley que ele também entrará no torneio.
Corey e Haley descobrem que a lancheira que Jimmy carrega contém fotos de sua irmã gêmea, Jennifer, com sua família. E então Corey explica que ele e Nick são meio-irmãos de Jimmy, e a mãe deles morreu quando Corey ainda era novo. O trio chega em Reno, ganhando mais dinheiro ainda com a ajuda de um amigo caminhoneiro de Haley, Spankey, que ganhou um jogo envolvendo dados no casino. Ainda no casino, Jimmy vai aos fliperamas para treinar para o torneio, porém Putnam chega lá para capturá-lo mas falha depois de Haley o acusar falsamente de abuso sexual, sendo levado para fora do casino. As crianças vão para a casa de Haley, que é um trailer velho, e ela conta para Corey que sua mãe falecida era uma jogadora de jogos de azar e que Haley quer metade do prêmio do torneio para ajudar o seu pai a comprar uma casa decente. Putnam encontra a casa de Haley e captura Jimmy novamente, mas Haley chama vários caminhoneiros para ajudá-lo. Spankey então leva as crianças para o torneio.
Jimmy se inscreve no torneio e se qualifica como um finalista, o anfitrião do torneio então anuncia que a última rodada irá envolver um novo jogo ainda não lançado. Entre as partidas, Putnam persegue as crianças novamente, mas eles escapam em um elevador que as leva de volta ao local do torneio. Jimmy, Lucas, e uma terceira finalista jogam Super Mario Bros. 3 (que não tinha sido lançado na época, nos Estados Unidos). Aplaudido por toda sua família e até mesmo por Putnam, Jimmy vence o torneio e ganha o prêmio no último segundo usando uma Warp Whistle, um item secreto no jogo.
Mais tarde, a família volta à caminho de casa, mas uma atração turística chama a atenção de Jimmy e eles acabam parando lá. Eles seguem Jimmy lá dentro, e Corey encontra Jimmy olhando as fotos da família que estavam dentro de sua lancheira, e uma dessas fotos foi tirada ali no local. Eles descobrem que Jimmy só quis ir à Califórnia para deixar as lembranças de sua irmã em um lugar onde a família teve momentos felizes. Deixando sua lancheira com as fotos no local, Jimmy vai para casa com Sam, seus irmãos e Haley.

## Elenco
| Ator/Atriz       | Personagem        |
| ---------------- | ----------------- |
| Fred Savage      | Corey Woods       |
| Luke Edwards     | Jimmy Woods       |
| Jenny Lewis      | Haley Brooks      |
| Beau Bridges     | Sam Woods         |
| Christian Slater | Nick Woods        |
| Jackey Vinson    | Lucas Barton      |
| Will Seltzer     | Sr. Putnam        |
| Wendy Phillips   | Christine Bateman |
| Sam McMurray     | Sr. Bateman       |
| Frank McRae      | Spankey           |
| Vincent Leahr    | Tate              |

### Não creditados
| Ator/Atriz    | Personagem           |
| ------------- | -------------------- |
| Tobey Maguire | Capanga do Lucas     |
| Neo Edmund    | Max                  |
| Candice Hill  | Finalista do torneio |

## Recepção da Crítica
O Gênio do Vídeo Game teve recepção desfavorável pela crítica. No Rotten Tomatoes, o filme conta com uma porcentagem de 26% baseado em 19 avaliações, com uma classificação média de 4.2/10. Mesmo sendo avaliado negativamente pela crítica especializada, o filme foi popular o suficiente para conseguir ser considerado um clássico cult.

## Ligações Externas
- O Gênio do Vídeo Game no AdoroCinema